# Сервер (программное обеспечение)

Логотип веб-сервера Apache

Се́рверное програ́ммное обеспечение (се́рвер, англ. server от to serve — служить; множественное число се́рверы, в разговорном языке также употребляется сервера́) — в информационных технологиях — программный компонент вычислительной системы, выполняющий сервисные (обслуживающие) функции по запросу клиента, предоставляя ему доступ к определённым ресурсам или услугам.

## Роль сервера
Понятия сервер и клиент и закреплённые за ними роли образуют программную концепцию «клиент-сервер».
Для взаимодействия с клиентом (или клиентами, если поддерживается одновременная работа с несколькими клиентами) сервер выделяет необходимые ресурсы межпроцессного взаимодействия (разделяемая память, пайп, сокет и т. п.) и ожидает запросы на открытие соединения (или, собственно, запросы на предоставляемый сервис). В зависимости от типа такого ресурса, сервер может обслуживать процессы в пределах одной компьютерной системы или процессы на других машинах через каналы передачи данных (например, COM-порт) или сетевые соединения.
Формат запросов клиента и ответов сервера определяется протоколом. Спецификации открытых протоколов описываются открытыми стандартами, например, протоколы Интернета определяются в документах RFC.
В зависимости от выполняемых задач одни серверы, при отсутствии запросов на обслуживание, могут простаивать в ожидании. Другие могут выполнять какую-то работу (например, работу по сбору информации), у таких серверов работа с клиентами может быть второстепенной задачей.

## Аппаратное обеспечение
У слова «сервер» есть и другое значение — компьютер, выполняющий серверные задачи, или компьютер (или иное аппаратное обеспечение), специализированный (по форм-фактору и/или ресурсам) для использования в качестве аппаратной базы для серверов услуг (иногда — услуг определённого направления), разделяя ресурсы компьютера с программами, запускаемыми пользователем. Такой режим работы называется «невыделенным», в отличие от «выделенного» (англ. dedicated), когда компьютер выполняет только сервисные функции. Строго говоря, на рабочей станции (для примера, под управлением Windows XP) и без того всегда работает несколько серверов — сервер удалённого доступа (терминальный сервер), сервер удалённого доступа к файловой системе и системе печати и прочие удалённые и внутренние серверы.

## Классификация стандартных серверов
Как правило, каждый сервер обслуживает один или несколько схожих протоколов. Серверы можно классифицировать по типу услуг, которые они предоставляют.

### Универсальные серверы
Универсальные серверы — особый вид серверной программы, не предоставляющий никаких услуг самостоятельно. Вместо этого универсальные серверы предоставляют серверам услуг упрощённый интерфейс к ресурсам межпроцессного взаимодействия и/или унифицированный доступ клиентов к различным услугам. Существуют несколько видов таких серверов:
- inetd (от англ. internet super-server daemon — демон сервисов IP) — стандартное средство UNIX-систем — программа, позволяющая писать серверы TCP/IP (и сетевых протоколов других семейств), работающие с клиентом через перенаправленные inetd потоки стандартного ввода и вывода (stdin и stdout).
- RPC (от англ. Remote Procedure Call — удалённый вызов процедур) — система интеграции серверов в виде процедур, доступных для вызова удалённым пользователем через унифицированный интерфейс. Интерфейс, изобретённый Sun Microsystems для своей операционной системы (SunOS, Solaris; Unix-система), в настоящее время используется как в большинстве Unix-систем, так и в Windows.
- Прикладные клиент-серверные технологии Windows:
  - (D-)COM (англ. (Distributed) Component Object Model — модель составных объектов) и др. — Позволяет одним программам выполнять операции над объектами данных, используя процедуры других программ. Изначально данная технология предназначена для их «внедрения и связывания объектов» (OLE англ. Object Linking and Embedding), но в общем позволяет писать широкий спектр различных прикладных серверов. COM работает только в пределах одного компьютера, DCOM доступна удалённо через RPC.
  - Active-X — Расширение COM и DCOM для создания мультимедийных приложений.

Универсальные серверы часто используются для написания всевозможных информационных серверов — серверов, не нуждающихся в специфической работе с сетью и не имеющих никаких задач, кроме обслуживания клиентов. Например, в роли серверов для inetd могут выступать обычные консольные программы и скрипты.
Большинство внутренних и сетевых специфических серверов Windows работают через универсальные серверы (RPC, (D-)COM).

### Маршрутизация
Строго говоря, сервер маршрутизации не является сервером в классическом смысле, а является базовой функцией поддержки сети операционной системой.
Для TCP/IP маршрутизация является базовой функцией стека IP (кода поддержки TCP/IP). Маршрутизацию своих пакетов к месту назначения выполняет любая система в сети, маршрутизацию же чужих пакетов (форвардинг) выполняют только маршрутизаторы (также известные как роутеры или шлюзы). Задачи маршрутизатора при форвардинге пакета:
- принять пакет
- найти машину, на которую следует этот пакет, или следующий маршрутизатор по маршруту к ней (в таблице маршрутов)
- передать пакет или вернуть ICMP-сообщение о невозможности его доставки по причинам:
  - назначение недостижимо (англ. Destination unreachable) — у пакета кончилось «время жизни» прежде чем он достиг места назначения
  - хост недостижим (Host unreachable) — компьютер или следующий маршрутизатор выключен или не существует
  - сеть недостижима (Network unreachable) — маршрутизатор не имеет маршрута в сеть назначения
- если пакет не может быть доставлен по причине перегрузки маршрутизатора (или сети) — отбросить пакет без уведомлений

### Динамическая маршрутизация
Решения динамической маршрутизации призваны собирать информацию о текущем состоянии сложной сети и поддерживать таблицу маршрутов через эту сеть, чтобы обеспечить доставку пакета по кратчайшему и самому эффективному маршруту.
Из этих решений клиент-серверную модель использует только BGP (англ. Border Gateway Protocol — протокол пограничного шлюза), применяемый для глобальной маршрутизации. Локальные решения (RIP OSPF) используют в своей работе бродкастовые и мультикастовые рассылки.

### Сетевые службы
Сетевые службы обеспечивают функционирование сети; например, серверы DHCP и BOOTP обеспечивают стартовую инициализацию серверов и рабочих станций, DNS — трансляцию имён в адреса и наоборот.
Серверы туннелирования (например, различные VPN-серверы) и прокси-серверы обеспечивают связь с сетью, недоступной роутингом.
Серверы AAA и Radius обеспечивают в сети единую аутентификацию, авторизацию и ведение логов доступа.

### Информационные службы
К информационным службам можно отнести как простейшие серверы, сообщающие информацию о хосте (time, daytime, motd) и пользователях (finger, ident), так и серверы для мониторинга, например SNMP. Большинство информационных служб работают через универсальные серверы.
Особым видом информационных служб являются серверы синхронизации времени — NTP. Кроме информирования клиента о точном времени NTP-сервер периодически опрашивает несколько других серверов на предмет коррекции собственного времени. Помимо времени, анализируется и корректируется скорость хода системных часов. Коррекция времени осуществляется ускорением или замедлением хода системных часов (в зависимости от направления коррекции), чтобы избежать проблем, возможных при простой перестановке времени.

### Файловые серверы
Файловые серверы представляют собой серверы для обеспечения доступа к файлам на диске сервера.
Прежде всего это серверы передачи файлов по заказу, по протоколам FTP, TFTP, SFTP и HTTP. Протокол HTTP ориентирован на передачу текстовых файлов, но серверы могут отдавать в качестве запрошенных файлов и произвольные данные, например динамически созданные веб-страницы, картинки, музыку и т. п.
Другие серверы позволяют монтировать дисковые разделы сервера в дисковое пространство клиента и полноценно работать с файлами на них. Это позволяют серверы протоколов NFS и SMB. Серверы NFS и SMB работают через интерфейс RPC.
Недостатки файл-серверной системы:
- Очень большая нагрузка на сеть, повышенные требования к пропускной способности. На практике это делает практически невозможной одновременную работу большого числа пользователей с большими объёмами данных.
- Обработка данных осуществляется на компьютере пользователя. Это влечёт повышенные требования к аппаратному обеспечению каждого пользователя. Чем больше пользователей, тем больше денег придётся потратить на оснащение их компьютеров.
- Блокировка данных при редактировании одним пользователем делает невозможной работу с этими данными других пользователей.
- Безопасность. Для обеспечения возможности работы с такой системой Вам будет необходимо дать каждому пользователю полный доступ к целому файлу, в котором его может интересовать только одно поле.

### Серверы доступа к данным
Серверы доступа к данным обслуживают базу данных и отдают данные по запросам. Один из самых простых сервисов подобного типа — LDAP (англ. Lightweight Directory Access Protocol — облегчённый протокол доступа к спискам).
Для доступа к серверам баз данных единого протокола не существует, однако ряд баз данных объединяет использование единых правил формирования запросов — языка SQL (англ. Structured Query Language — язык структурированных запросов). Наряду с ними есть и другие — NoSQL базы данных.

### Медиасерверы
Медиасерверы предоставляют сети доступ к мультимедийным источникам, от аудио/видео по запросу (что приближает медиасерверы к файл-серверам) до стриминга аудио/видео в реальном времени.

#### VoIP / IP-телефония
Серверы IP-телефонии (VoIP) — программные коммутаторы (софтсвитчи), IP-АТС, виртуальные АТС и серверы 
ВКС, а также специализированные серверы Интернет-сервисов (таких как Skype) обеспечивают пользователей возможностями голосовой и видео-связи в режиме реального времени посредством компьютерной сети. 
Кроме собственно передачи потоковых медиа-данных (аудио и видео), сервер IP-телефонии подобно классической АТС реализует возможность регистрации оконечного терминала, маршрутизацию вызова и корректное установление соединения между пользователями, а также нередко и дополнительные виды обслуживания. 
В отдельных случаях, в зависимости от реализуемой технологии и административных настроек, VoIP-сервер может обеспечивать только управление — регистрацию пользователя в сети и коммутацию поступающих вызовов, без непосредственного участия в передаче медиа-данных между клиентскими терминалами. В этом случае потоковые данные с полезной нагрузкой передаются напрямую между конечными пользователями (peer-to-peer) и / или некоторыми промежуточными устройствами, приложениями. Известно, что такой вариант прямой связи с управлением через сервер  применяется в Skype, Viber, Telegram и WhatsApp. Также, подобный режим нередко применяется в корпоративных IP-АТС.
В качестве клиентских терминалов к VoIP-серверу могут выступать VoIP-телефоны, видеотелефоны, программные телефоны (софтфоны), а также обычные аналоговые телефонные аппараты подключенные через VoIP-шлюз.
Сервер IP-телефонии может работать как самостоятельное устройство для обеспечения связи между внутренними пользователями или быть подключенным к какой-либо сторонней сети, в том числе к телефонной сети общего пользования, через Интернет или через сеть оператора телефонной связи.

### Службы обмена сообщениями
Службы обмена сообщениями позволяют пользователю передавать и получать сообщения (обычно — текстовые).
В первую очередь это серверы электронной почты, работающие по протоколу SMTP. SMTP-сервер принимает сообщение и доставляет его в локальный почтовый ящик пользователя или на другой SMTP-сервер (сервер назначения или промежуточный). На многопользовательских компьютерах пользователи работают с почтой прямо на терминале (или в веб-интерфейсе). Для работы с почтой на персональном компьютере почта забирается из почтового ящика через серверы, работающие по протоколам POP3 или IMAP.
Для организации конференций существует серверы новостей, работающие по протоколу NNTP.
Для обмена сообщениями в реальном времени существуют серверы чатов. Существует большое количество чат-протоколов, например, IRC, Jabber и OSCAR.

### Серверы удалённого доступа
Серверы удалённого доступа, через соответствующую клиентскую программу, обеспечивают пользователя аналогом локального терминала (текстового или графического) для работы на удаленной системе.
Для обеспечения доступа к командной строке служат серверы telnet, RSH и SSH.
Графический интерфейс для Unix-систем — X Window System — имеет встроенный сервер удалённого доступа, так как с такой возможностью разрабатывался изначально. Иногда возможность удалённого доступа к интерфейсу Х-Window неправильно называют «X-Server» (этим термином в X-Window называется видеодрайвер).
Стандартный сервер удалённого доступа к графическому интерфейсу Microsoft Windows называется терминальный сервер.
Некоторую разновидность управления (точнее, мониторинга и конфигурирования) также предоставляет протокол SNMP. Компьютер или аппаратное устройство для этого должно иметь SNMP-сервер.

### Серверы приложений
Серверы предоставляющие сети прикладные сервисы (в том числе — вычислительные).

#### Игровые серверы
Игровые серверы служат для одновременной игры нескольких пользователей в единой игровой ситуации. Некоторые игры имеют сервер в основной поставке и позволяют запускать его в невыделенном режиме (то есть позволяют играть на машине, на которой запущен сервер).

### Прочие серверы
Принт-серверы позволяют пользователям сети совместно использовать общий принтер.
Факс-сервер позволяет пользователям сети отправлять факсимильные сообщения.

## Серверные решения
Серверные решения — операционные системы и/или пакеты программ, оптимизированные под выполнение компьютером функций сервера и/или содержащие в своем составе комплект программ для реализации типичного набора сервисов.
В качестве примера серверных решений можно привести Unix-системы, изначально предназначенные для реализации серверной инфраструктуры.
Также необходимо выделить пакеты серверов и сопутствующих программ (например комплект веб-сервер/PHP/MySQL для быстрого развёртывания хостинга) для установки под Windows (для Unix свойственна модульная или «пакетная» установка каждого компонента, поэтому такие решения редки, но они существуют. Наиболее известное — LAMP).
В интегрированных серверных решениях установка всех компонентов выполняется единовременно, все компоненты в той или иной мере тесно интегрированы и предварительно настроены друг на друга. Однако в этом случае замена одного из серверов или вторичных приложений (если их возможности не удовлетворяют потребностям) может представлять проблему.
Серверные решения служат для упрощения организации базовой ИТ-инфраструктуры компаний, то есть для оперативного построения полноценной сети в компании, в том числе и «с нуля». Компоновка отдельных серверных приложений в решение подразумевает, что решение предназначено для выполнения большинства типичных задач; при этом значительно снижается сложность развёртывания и общая стоимость владения ИТ-инфраструктурой, построенной на таких решениях.